# Vía Latina
La Vía Latina (en latín Via Latina) fue una de las principales calzadas romanas. Salía de Roma por la Porta Latina y, probablemente haya sido la vía más antigua de la red de vías romanas. En el siglo IV a. C. ya se nombra esta vía, pero todavía no debía de ser un camino regular, sino más bien una referencia geográfica. Existía probablemente antes de 296 a. C. Pirro de Epiro utilizó esta calzada para avanzar hacia Roma en el año 280 a. C., y Aníbal en 211 a. C. En 211 a. C. ya hay constancia de que la vía Latina era un camino regular.

## Tramo
Conducía hacia el sureste por un trazado de 147 millas romanas (218 km), pasando por las ciudades de Anagni, Ferentinum y Frosinone hasta Capua. Acababa en Casilinum, donde se unía a la Vía Apia, si bien algunos ramales salían de Teanum por Allifae y Telesia hasta Benevento. Dos calzadas subordinadas a esta vía eran la Vía Labicana y la Vía Prestina, que salían de Roma y se unían más adelante a la Vía Latina.

## Itinerario de la Vía Latina
Las estaciones de la Vía Latina entre Roma y Casilinum fueron: 
- Ad Decimum.
- Roboraria.
- Ad Pictas.
- Compitum Anagninum.
- Ferentinum (Ferentino).
- Frusino (Frosinone).
- Fregellanum (Ceprano).

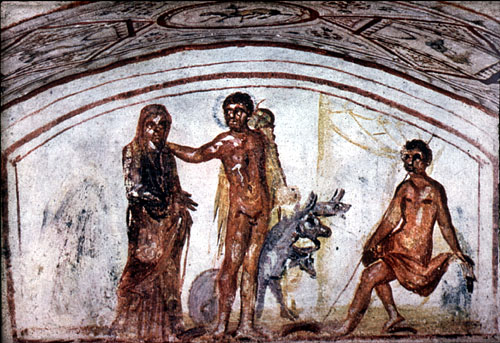
Pintura en la catacumba cristiana de la Vía Latina (siglo IV).

- Fabrateria (San Gionanni in Carico).
- Aquinum (Aquino).
- Casinum (San Germano).
- Teanum (Teano).
- Cales (Calvi Risorta).
- Casilinum (cerca de Capua).
- Capua (Santa María).

El ramal que llevaba a Benevento desde Teanum pasaba por las siguientes estaciones: 
- Allifae (Alife).
- Telesia (Telese).
- Beneventum.